# Championnat de Hong Kong de football 1954-1955
Navigation
Saison précédente Saison suivante
La saison 1954-1955 du Championnat de Hong Kong de football est la dixième édition de la première division à Hong Kong, la Premier Division. Elle regroupe, sous forme d'une poule unique, les treize meilleures équipes du pays qui se rencontrent deux fois, à domicile et à l'extérieur. Il n'y a ni promotion, ni relégation en fin de saison.
C'est le club de South China AA qui remporte le championnat cette saison après avoir terminé en tête du classement final, avec deux points d'avance sur Kitchee SC et quatre sur le tenant du titre, Kowloon Motor Bus FC. C'est le cinquième titre de champion de Hong Kong de l'histoire du club, le quatrième en cinq ans.

## Clubs participants
- Kitchee SC
- Kowloon Motor Bus FC
- Chinese AA
- South China AA
- Eastern AA
- Saint Joseph's FC
- Sing Tao SC
- Hong Kong FC
- Kwong Wah AA
- Army XI
- Royal Air Force FC
- Hong Kong Police FC
- Royal Navy FC

## Compétition
Le barème de points servant à établir les classements se décompose ainsi :
- Victoire : 2 points
- Match nul : 1 point
- Défaite : 0 point

### Classement
| Rang | Équipe                | Pts | J  | G  | N | P  | Bp  | Bc  | Diff |
| ---- | --------------------- | --- | -- | -- | - | -- | --- | --- | ---- |
| 1    | South China AA        | 40  | 24 | 19 | 2 | 3  | 103 | 26  | +77  |
| 2    | Kitchee SC            | 38  | 24 | 18 | 2 | 4  | 78  | 31  | +47  |
| 3    | Kowloon Motor Bus FCT | 36  | 24 | 16 | 4 | 4  | 78  | 26  | +52  |
| 4    | Sing Tao SC           | 33  | 24 | 14 | 5 | 5  | 63  | 28  | +35  |
| 5    | Kwong Wah AA          | 30  | 24 | 12 | 6 | 6  | 63  | 41  | +22  |
| 6    | Eastern AA            | 26  | 24 | 11 | 4 | 9  | 51  | 42  | +9   |
| 7    | Army XI               | 25  | 24 | 11 | 3 | 10 | 70  | 57  | +13  |
| 8    | Saint Joseph's FC     | 22  | 24 | 10 | 2 | 12 | 52  | 58  | -6   |
| 9    | Hong Kong Police FC   | 17  | 24 | 7  | 3 | 14 | 41  | 69  | -28  |
| 10   | Royal Air Force FC    | 16  | 24 | 8  | 0 | 16 | 47  | 70  | -23  |
| 11   | Chinese AA            | 14  | 24 | 5  | 4 | 15 | 46  | 65  | -19  |
| 12   | Hong Kong FC          | 12  | 24 | 6  | 0 | 18 | 38  | 92  | -54  |
| 13   | Royal Navy FC         | 3   | 24 | 0  | 3 | 21 | 22  | 147 | -125 |

|  | Champion de Hong Kong 1955 |
|  | T : Tenant du titre        |

## Bilan de la saison
| Championnat de Hong Kong de football 1954-1955                        |                           |
| Champion                                                              | South China AA (5e titre) |
| Coupes et trophées                                                    |                           |
| Vainqueur de la Coupe de Hong Kong 1954-1955                          | Non disputée              |
| Promotions et relégations                                             |                           |
| Promus en Championnat de Hong Kong de football                        | Aucun                     |
| Relégués en Championnat de Hong Kong de football de deuxième division | Aucun                     |